# الإمبراطور قو نارا
الامبراطور قو هانا (باليابانية 後奈良天皇، 26 يناير , 1495 إلى 27 سبتمبر , 1557)  كان الامبراطور الياباني رقم 105 حكم من 9 يونيو عام 1526 إلى حتى وفاته عام 1557 خلال فترة سينغوكو.اسمه الشخصي كان كوموهيتو باليابانية (知仁) 

## نسبه
كان الابن الثاني للإمبراطور جو كاشيوابارا. كانت والدته فوجيوارا فوجيكو (藤原 藤子)